# Live Life Loud
Live Life Loud är det fjärde albumet av pop/punk bandet Hawk Nelson från 2009.

## Låtlista
1. "Live Life Loud"
2. "Never Enough"
3. "Meaning of Life"
4. "Shaken"
5. "Eggshells (Feat.tobyMac)"
6. "Alive"
7. "Ode to Lord Stanley"
8. "Long Ago"
9. "The Job"
10. "Lest We Forget"
11. "'Tis So Sweet"
12. "The Final Toast"